# Мохов, Василий Иванович
Василий Иванович Мохов (1888 — не ранее 1923) — эсер, член Всероссийского учредительного собрания, Народный комиссар внутренних дел Казанской советской рабоче-крестьянской Республики.

## Биография
Крестьянин деревни Гоголиха Спасского уезда Казанской губернии, ней же родился. Выпускник 2-классного училища. Работал столяром. В 1905—1906 годах участник крестьянских волнений в Спасском уезде. С 1906 находился под полицейским надзором. Вступил в партию эсеров-максималистов. В 1909 году по обвинению в революционной агитации крестьян Спасского уезда был сослан на вечное поселение в Иркутскую губернию, но в том же 1909 году из ссылки бежал. В 1917 году вступил в партию левых эсеров.
После свержения Временного правительства Совет Народных Комиссаров 27 октября подтвердил установленные сроки выборов в Учредительное Собрание — 6 и 13 ноября. Своевременные выборы прошли лишь в 46 округах из 81; в 20 округах были перенесены на 15 и 26 ноября, в 12 — на декабрь 1917 — январь 1918. В Казанском и Псковских округах левые эсеры, заполонив почти весь партийный список, однако, предоставили центристам право выдвинуть свою кандидатуру на первое место. В Казанском округе официальный список кандидатов № 11 (эсеры и Совет Крестьянских депутатов) возглавил Г. А. Мартюшин, по нему баллотировался и В. И. Мохов. Список № 11 победил на выборах, получив в целом по округу 30,3 % или 260 000 голосов, за большевиков проголосовало 50 000, за кадетов 32 000, за меньшевиков 4 293. Всего число проголосовавших по Казанскому округу составило 858 569. В результате выборов от списка № 11 по Казанскому округу членами Учредительного собрания стали Г. А. Мартюшин, А. Л. Колегаев, И. А. Майоров, П. Н. Суханов и В. И. Мохов. 5 января 1918 года в Петрограде Мохов участвовал в единственном заседании Учредительного собрания, разогнанном большевиками.
В 1917—1918 годах член совнаркома, Народный комиссар внутренних дел Казанской советской рабоче-крестьянской Республики. Смещен со всех постов после левоэсеровского мятежа 6 июля.
Участник съезда «бывших эсеров» в 1923.
Дальнейшая судьба и дата смерти неизвестны.